# Каподаква (Фрозиноне)
Каподаква је насеље у Италији у округу Фрозиноне, региону Лацио.
Према процени из 2011. у насељу је живело 159 становника. Насеље се налази на надморској висини од 152 м.